# Fieseler Fi 103R Reichenberg

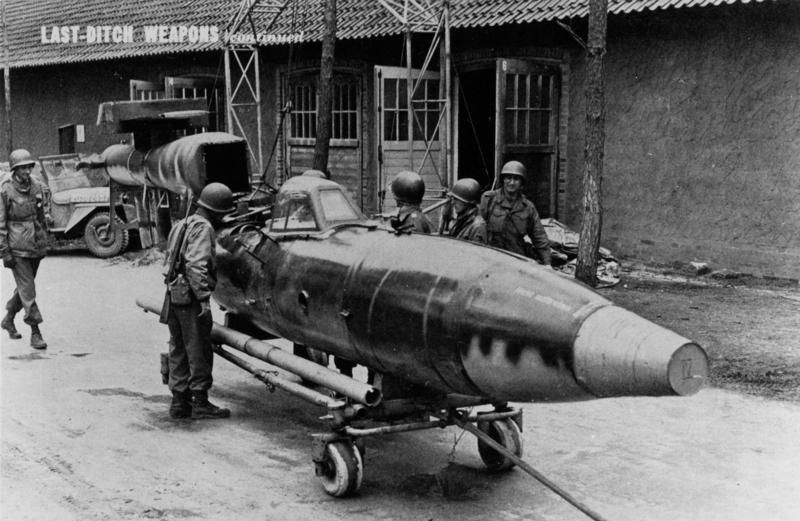
Пилотируемый вариант крылатой ракеты — Fieseler Fi. 103R

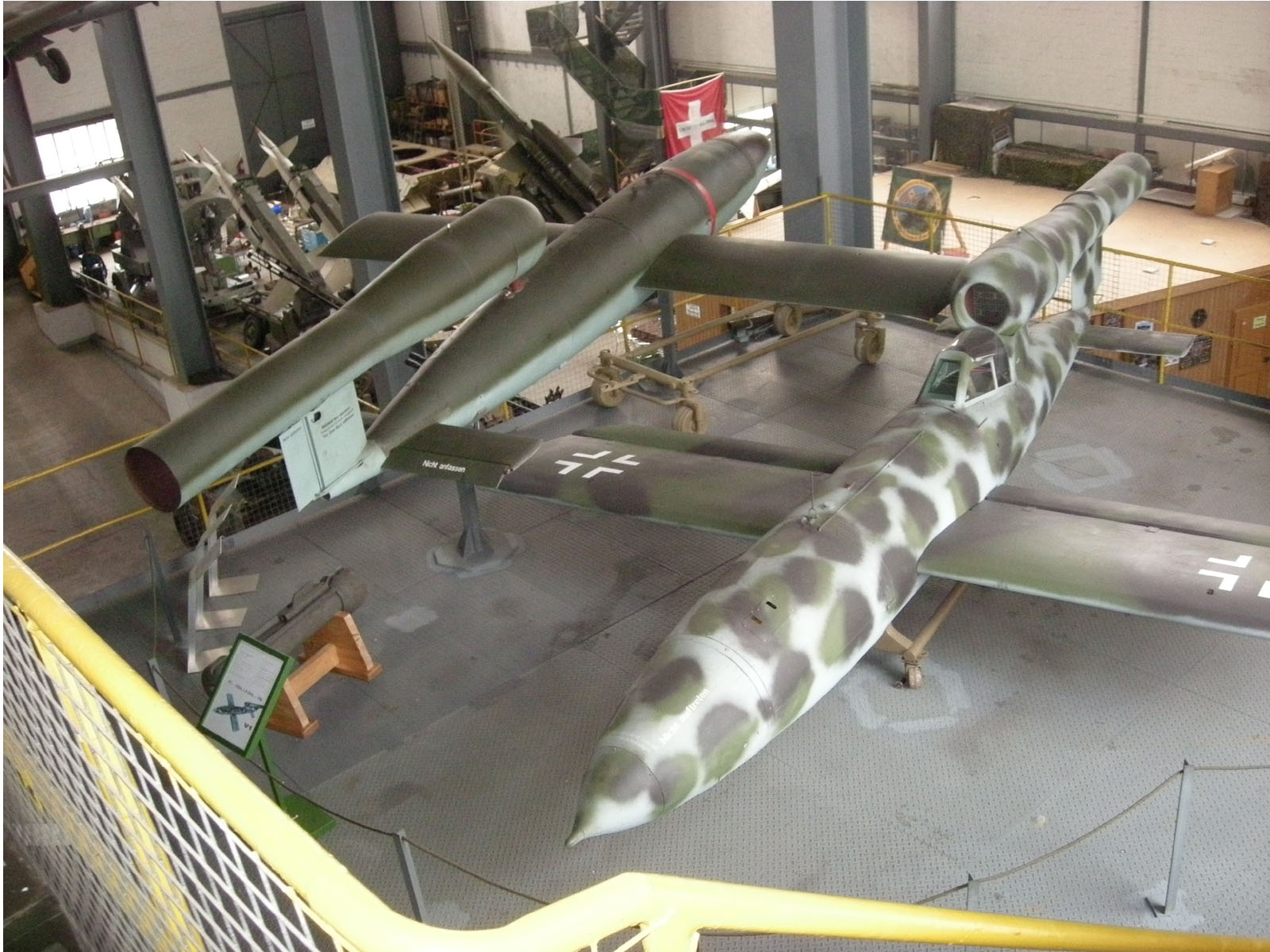
Пилотируемая версия самолёта-снаряда Fieseler Fi. 103 рядом с оригинальной конструкцией. Крылья были модифицированы путем включения элеронов

Физилер Fi. 103R «Райхенберг» (нем. Fieseler Fi. 103R Reichenberg) — кодовое название пилотируемой версии немецкого самолёта-снаряда Fieseler Fi. 103, которая была разработана во время Второй мировой войны. Эта боевая машина также упоминалась как Фау-4 (нем. V-4). Планируемое использование немцами Фау-4 против бомбардировщиков противника так и не последовало из-за неудовлетворительных лётных характеристик. Предполагалось, что пилот после наведения на цель должен был выпрыгивать с парашютом, хотя шансы на его спасение были невелики.

## История
Начиная с осени 1943 года некоторые инженеры и офицеры в Люфтваффе задумались над тем, как атаковать объекты противника с помощью управляемой бомбы, запускаемой с самолёта-носителя. К январю 1944 года несколько добровольцев объединились в группу «Леонидас», которая самостоятельно занималась проектом, вносила предложения по проектам строительства и использовала планёры типа Штуммель-Хабихт— вариант известного планёра DFS Habicht, но с размахом крыльев всего 6 м — подготовленный для таких задач. Полученная повышенная скорость должна примерно соответствовать высокой посадочной скорости аппарата Райхенберга. В феврале 1944 года была сформирована т. н. KG 200 и члены группы «Леонидас» были приписаны к этой эскадрилье как члены 2-й эскадрильи II группы. В этом контексте часто упоминаются такие известные в Третьем рейхе личности, как Ханна Райч и Отто Скорцени. 
Однако идея применения управляемой планирующей бомбы вскоре была признана непригодной: тяжёлый и медлительный самолёт-носитель становился лёгкой целью для истребителей противника. Это побудило разработчиков к созданию пилотируемого самолёта-снаряда, который мог бы отделяться от носителя на безопасной дистанции и самостоятельно достигать цели под управлением пилота.
В качестве основы рассматривались как реактивный Messerschmitt Me 328, так и крылатая ракета Fieseler Fi 103. Последний вариант оказался предпочтительным.
Fieseler Fi 103, ставший первой в мире серийной крылатой ракетой, уже применялся в боевых условиях с конца 1944 года, в основном против Великобритании. При цене в 3 500 рейхсмарок Fi 103 был значительно дешевле бомбардировщика Heinkel He 111 (265 650 рейхсмарок) и позволял массово атаковать тыловые объекты противника и вынуждать его отвлекать огромные ресурсы на противовоздушную оборону. Однако из-за низкой точности система наведения оказалась неэффективной. В составе KG 200  была создана 5-я эскадрилья, где начались эксперименты с пилотируемым управлением Fi 103: пилот должен был на финальном этапе направить ракету в цель и, теоретически, покинуть её с парашютом.
Проект получил кодовое название «Райхенберг» в честь столицы бывшей территории Чехословакии «Рейхсгау Судетская область» (ныне Либерец, Чехия). 
Сам аппарат обозначался как Reichenberg-Geräte («устройство Райхенберг»).
Когда Министерство авиации (RLM) утвердило срочную разработку пилотируемых одноразовых самолётов-снарядов, руководителем программы был назначен директор DFS (Немецкий институт планеризма) В. Георгии. Рассматривалась возможность применения «Райхенберга» в качестве оружия смертников. Для этого была инициирована операция «Зельбстопфер» (Selbstopfer — «самопожертвование»), и соответствующая группа пилотов включена в состав KG 200.

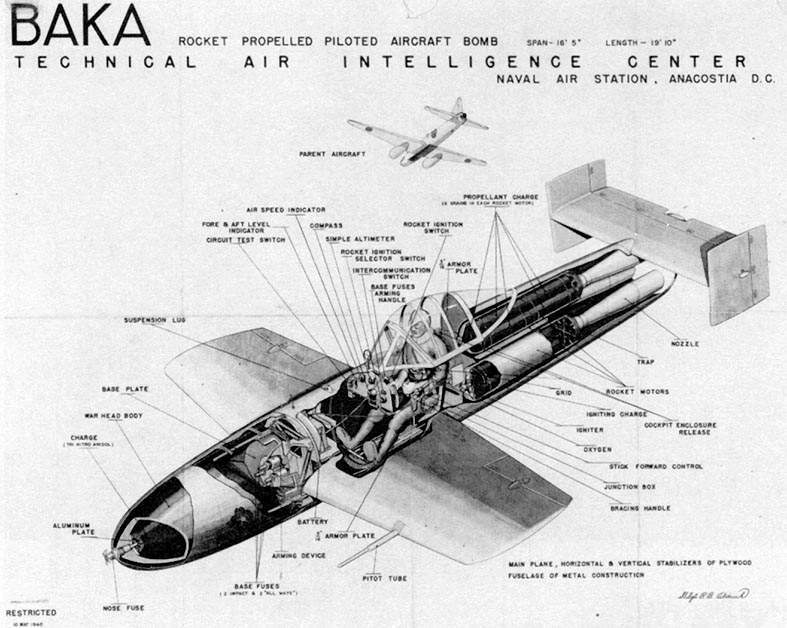
Схема самолёта-снаряда Yokosuka MXY7 Ohka в американском пособии

Появление проекта «Райхенберг» было вдохновлено действиями японских камикадзе и их самолётом-снарядом «Ока» (Yokosuka MXY7 Ohka). Германия в то время была в отчаянном положении и хотела изменить его практически любой ценой. Тем не менее, по утверждению Ханны Райч, идея пилотируемого самолёта-снаряда возникла внутри немецкого авиационного сообщества и не была заимствована у японцев. Официальная позиция состояла в том, что пилот выпрыгивает с парашютом после того, как самолёт направлен к цели. Реальный шанс спасти пилота был практически нулевой из-за высокой скорости полёта, отсутствия спасательной катапульты и впускного отверстия двигателя расположенного сразу за кабиной. Проект был также мотивирован низкой стоимостью модификации Fi 103 и относительной простотой подготовки пилотов. Начальная тренировка проводилась на планёре, а затем — на учебной версии Fi 103 с инструктором.
Неудачные испытания проекта Mistel (Heinkel He 111 с прикреплённым Fi 103R) показали, что связка демонстрирует неудовлетворительную манёвренность и скорость. Самостоятельные испытания Fi 103R также сопровождались частыми авариями, что стало одной из причин отказа от его боевого применения.

## Разработка
Самолёт Messerschmitt Me 328 был спроектирован кaк недорогой и простой в использовании истребитель сопровождения (самолёт-паразит) с двигателями Argus As 014 (ПуВРД). С самого начала проект боролся с проблемами, возникшими с выбранными (по соображениям экономии) двигателями: ПуВРД не работал на средних и больших высотах, а также создавал много вибрации и шума. Лётчик-испытатель Ханна Райч провела испытания двух прототипов планёра после отсоединения от буксирующего самолёта на высоте 3000-6000 м. Выяснилось, что даже при уменьшенном размахе крыла самолёт имел очень удовлетворительные характеристики. Во время дальнейших испытаний были обнаружены серьёзные проблемы, и программа была приостановлена в середине 1944 года, после нескольких пробных полётов.
«Устройство Райхенберг» с номером от RLM Fieseler Fi. 103 (также называемым Фау-1) было экспериментальным самолётом для проверки пригодности конструкции и аэродинамики. Из-за отсутствия у Fieseler-Werke мощностей для разработки и производства эти задачи были переданы Henschel Flugzeug-Werke (HFW) в Берлин-Шонефельд. Летом 1944 года под руководством инженера Вилли Ахима Фидлера начались работы по переоборудованию Fi. 103, чтобы переделать КР в самолёт, управляемый пилотом. Машина была переделана в управляемую путём установки в ней кабины пилота, в секции где в стандартном Фау-1 были вставлены баллоны со сжатым воздухом. Было использовано место в средней секции, два баллона со сжатым воздухом были заменены только одним, необходимым для поддержания давления в топливной системе и установленным сзади, в пространстве, где обычно размещался автопилот. Тот баллон, в свою очередь, был перемещён в заднюю часть моторного отделения, поскольку блок управления и электрическая панель со счетчиком были убраны, а специальный регулятор топлива можно было переместить вперед рядом с пилотом. Две рулевые машины в корме и компас в носу также были устранены. Пришлось также увеличить площадь руля и соединить рулевую колонку и педали с рулями тросами. Рули высоты были дополнены балансирами.
Кокпит был оборудован минимальным количеством лётного инструментария и фанерным сиденьем, с фонарем кабины, в которую входила передняя бронированная панель из плексигласа. Крылья были модифицированы путём включения элеронов и ручного управления полётом, (вместо автоматического управления). Машина также была построена для использования в учебных целях в двухместном варианте: у учебных версий была выдвижная лыжа, похожая на аналогичную у Me. 163. Всего было выпущено около 175 модифицированных Фау-1, большая часть их была изготовлена в оружейных мастерских люфтваффе (Luftmunitionsanstalt). В самолётe Райхенберг фюзеляж был удлинён на 25 см, чтобы создать необходимое пространство для ног пилота. В результате бак и крылья немного сместились вперёд, как и нейтральная точка. Это в значительной степени компенсировало смещение веса, вызванное пилотом, другой полезной нагрузкой и модифицированным оборудованием и элементами. К задней части крыльев были прикреплены элероны полной ширины, чтобы пилот мог управлять самолётом вручную. Это также позволило будущим пилотам использовать носовую часть как вторую кабину вместо полезной нагрузки для тренировочных полётов, что оставляло место для лётного инструктора. Конкретные компоненты для Fi. 103 Re производились на заводе Henschel Flugzeugwerke AG (hln), но производство деталей, вероятно, также было передано субподрядчикам. Однако никаких документов после войны найти не удалось. В целом очевидно, что работа по адаптации конструкции Fi 103 к особенностям устройства Райхенберга была гораздо более обширной, чем зачастую описывается в литературе.

## Испытания и отмена
Первый полёт был осуществлён в сентябре 1944 года в Ларце, Рейхенберг был запущен с Hе. 111. Однако он потерпел крушение после того, как пилот потерял контроль при случайном включении механизма сброса фонаря кабины. Второй полёт, который состоялся на следующий день, также закончился аварией. Следующие испытательные полёты выполняли пилоты Хайнц Кенше и Ханна Райч. У Райч было несколько аварий, но сама она осталась невредимой. 5 ноября 1944 года во время второго испытательного полёта R III, одно крыло отвалилось из-за тряски и Хайнц Кенше был вынужден прыгнуть с парашютом, что было сделать достаточно трудно из-за тесноты кабины.
Райч совершила много полётов, чтобы понять, почему так много начинающих молодых пилотов терпели аварии, когда они заходили на посадку. Проведя высотные испытания, чтобы иметь возможность вернуть контроль над самолётом в случае возникновения проблем, она обнаружила, что у самолёта была чрезвычайно высокая скорость сваливания, и пилоты с их скудным опытом на высоких скоростях пытались посадить самолёт со слишком низкой скоростью. Она просто порекомендовала пилотам-студентам заходить на посадку с гораздо большей скоростью, чем обычно. Однако поскольку посадка боевой версии самолёта не предполагалась, то с этим недостатком конструкции в принципе можно было бы смириться. Более серьёзной проблемой была высокая аварийность самолёта, унаследованная от Фау-1, который по разным оценкам имел вероятность крушения при запуске в диапазоне от 20 до 40 % (40 % при запуске с самолета носителя) и около 10 % во время своего 20-30 минутного полёта, что объяснялось — во-первых, ненадёжностью двигателя, который имел срок службы, измеряемый минутами; а во-вторых, высоким уровнем нагрузок на конструктивные элементы самолёта, создаваемых вибрацией ПуВРД, что приводило к заклиниванию проводящих элементов системы управления и разрушению слабых элементов конструкции, что означало необходимость доработки конструкции в версии пилотируемого самолёта, на что в условиях грядущего поражения Германии уже не было времени.
5 марта 1945 года лейтенант Вальтер Старбати отправился в полёт на самолёте (серийный номер 10), на котором он тем временем уже летал несколько раз. Поначалу полёт шёл как обычно, но после начала небольшого левого разворота в горизонтальном полёте на высоте около 2800 метров оба крыла резко оторвались, и самолёт с работающим двигателем неконтролируемо почти вертикально рухнул. Причиной, вероятно, стал усталостный излом лонжерона, вызванный вибрациями двигателя. При проектировании этого лонжерона многократное использование летательного аппарата не планировалось.
Вернер Баумбах, командир KG 200, был уже сыт по горло этой программой и попросил Альберта Шпеера о помощи. Шпеер и Баумбах были сторонниками идеи стратегических бомбардировок ключевых объектов на территории СССР, которые разрабатывались в рамках операции «Железный молот», и считали затею со смертниками распылением ресурсов. Шпеер и Баумбах встретились с Гитлером 15 марта 1945 и смогли убедить его, что подобного рода жертвенная миссия не является частью немецкой военной традиции. В тот же день Баумбах распорядился о роспуске подразделения.
Один из немногих сохранившихся экземпляров представлен в Музее Купол Эльфо в Па-де-Кале на севере Франции, на правах аренды из города Антверпен. Ещё один экземпляр с 2015 года находится в Швейцарском военном музее.

## Варианты
К октябрю 1944 года около 175 R-IV были готовы к бою. Существовало пять вариантов:
R-I — базовый одноместный планёр (переделанная базовая версия V1) без двигателя. Один из двух баллонов со сжатым воздухом, необходимых для подачи топлива и работы автопилота, был снят, оставшийся поставили на место автопилота, а в качестве места пилота установили фанерное сидение с мягким подголовником. Под фюзеляжем в качестве шасси крепилась подпружиненная посадочная лыжа, а в носовой части устанавливался балласт для не загруженного туда заряда взрывчатого вещества. Кроме того, Re 1 получил бак для воды, чтобы иметь возможность достигать более высоких скоростей в наклонном полёте. Перед каждым приземлением его приходилось продувать, чтобы снизить скорость приземления и не перегружать посадочную лыжу. Два V1 были преобразованы в эту версию. В начале сентября 1944 года состоялся первый полёт с аэродрома Лярц на территории полигона Рехлин. Re 1 поднялся в воздух с помощью He. 111 , будучи подвешен под его крылом. Поведение самолёта в полёте оказалось безупречным. Однако, поскольку планёр не имел посадочных закрылков, он сломался при приземлении из-за перегрузки, вызванной высокой скоростью приземления, и пилот Вильгельм Циглер получил серьёзные травмы. Вскоре после этого второй Re 1 также разбился при приземлении во время своего первого полёта, при этом пилот Герберт Панграц также получил серьёзные травмы.
R-II — планёр без двигателя; имел вторую кабину, установленную там, где обычно находится боеголовка — тренировочный планёр, двухместная с кабиной инструктора за кабиной (с посадочной лыжей). Также учебная версия без двигателя с дополнительной кабиной в передней части фюзеляжа. Фюзеляж был удлинен на 1,50 м. — примерно до 9,88 м, а в остальном соответствовал предыдущей модели. Было изготовлено всего один или два экземпляра, на первом из которых впервые совершил полёт Хайнц Канше 20 сентября 1944 года. Мешок с песком, размещённый на переднем сиденье, служил балластом для компенсацией веса отсутствующего второго пилота. В последующих полётах Канше проинструктировал пять пилотов по обращению с Fi. 103 Re.
R-III — двухместный самолёт с импульсным двигателем — тренировочная моторная версия (с двигателем и посадочной лыжей): учебная версия, оснащенная одним двигателем, но в остальном идентичная Re II. Было выпущено не менее десяти, на которых продолжились тренировочные полёты. Первый полёт Хайнц Кенше совершил 4 ноября 1944 года. Через день во время испытательного полёта из-за вибрации привода оторвались части обшивки левого крыла, и Кенше пришлось выпрыгнуть с парашютом. Дальнейшие полёты прошли без происшествий. На Re 3 летали также конструктор аппарата Райхенбаха Вилли Фидлер и Ханна Райч. Последний зарегистрированный полёт аппарата Райхенберга состоялся 5 марта 1945 года Вальтером Старбати на Re 3 на скорости 400—500 км/ч. По не установленным причинам одно за другим оторвались оба крыла, и самолёт вертикально упал в озеро. Старбати погиб. После этого вся дальнейшая работа над программой была остановлена.
R-IV — эксплуатационная модель со стандартным приводом — боевая версия (без посадочной лыжи). Предполагаемая боевая версия с массой около 847 кг взрывчатки. Планировалось три типа боевой части: обычный вариант для атаки наземных целей, с закруглённой носовой частью с полым зарядом для морских целей и вариант без взрывчатого вещества, который оснащался только стальным носовым наконечником и противовесом и предназначался для таранных ударов по самолётам противника. К декабрю 1944 года было построено 220 экземпляров. Некоторым в учебных целях дали посадочную платформу и обозначение Re-IV b.
R-V — силовой тренажёр для Heinkel He. 162 (укороченный нос).

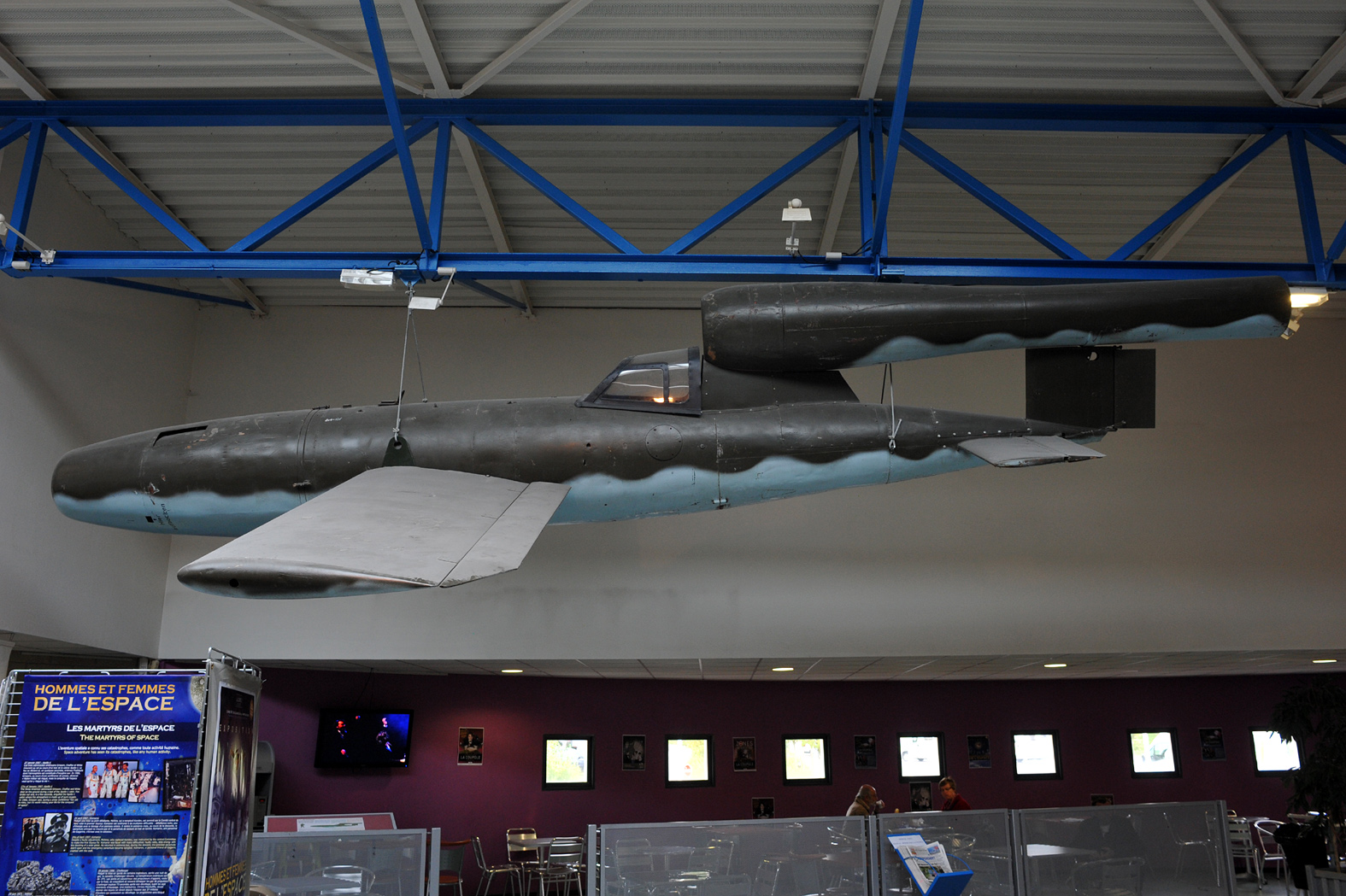
Правильная окраска самолета на котором нет символики люфтваффе - устройство официально считалось не самолетом а управляемым вариантом КР то есть боеприпасом.

## Технические параметры (R-IV)
Fieseler Fi. 103 «Reichenberg»
Размах крыла: 5,7 м
Длина: 8 м
Взлётный вес: 2250 кг
Максимальная скорость: 800 км/ч
Дальность: около 330 км (на высоте 2500 м)
Боевой заряд: 850 кг аммотола
Привод: 1 × Argus As. 014 — импульсный двигатель с тягой 3,4 кН (350 кПа)
Время работы двигателя: 32 мин

## См. также

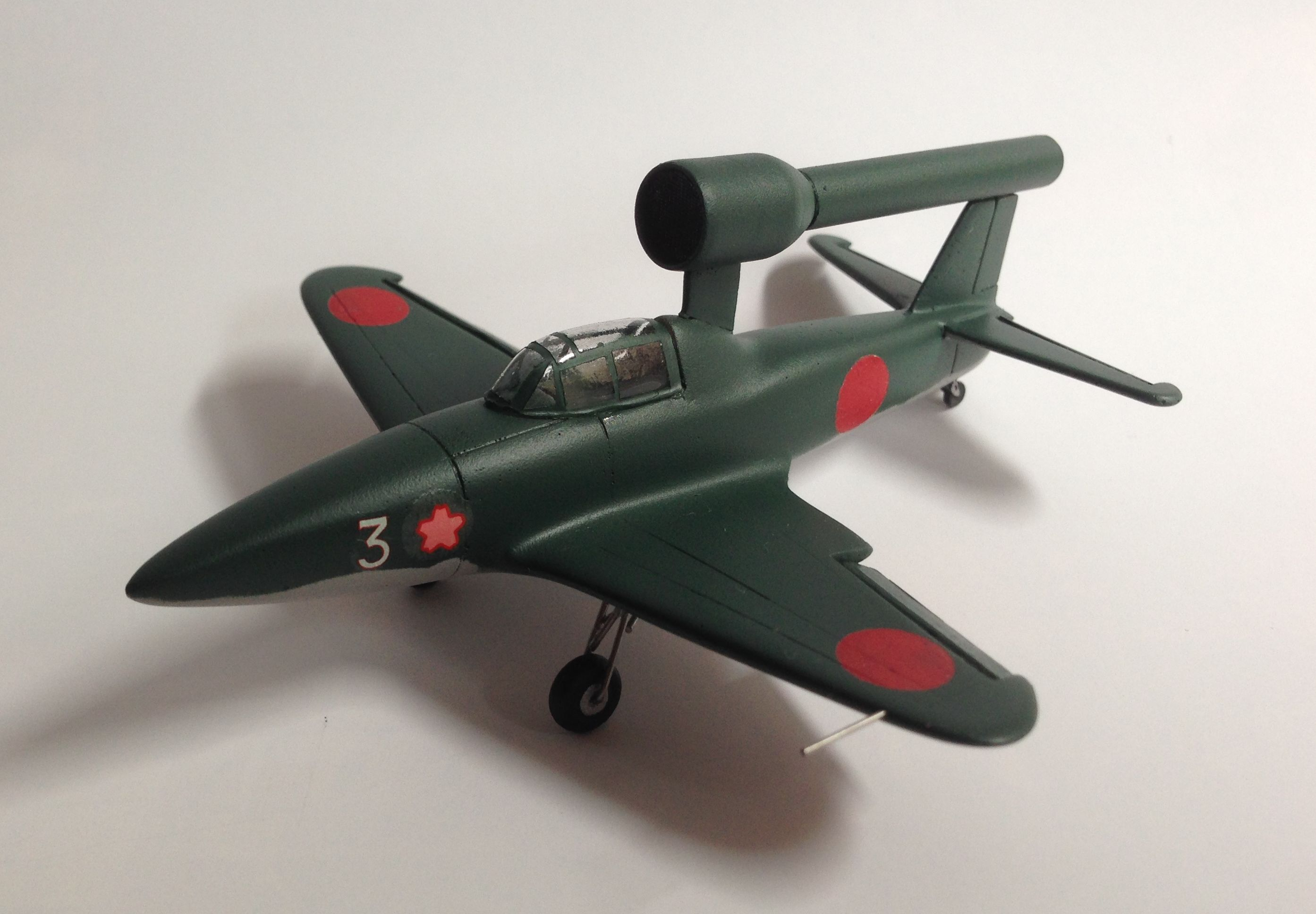
Каваниси Байка